# Flavius Blondus

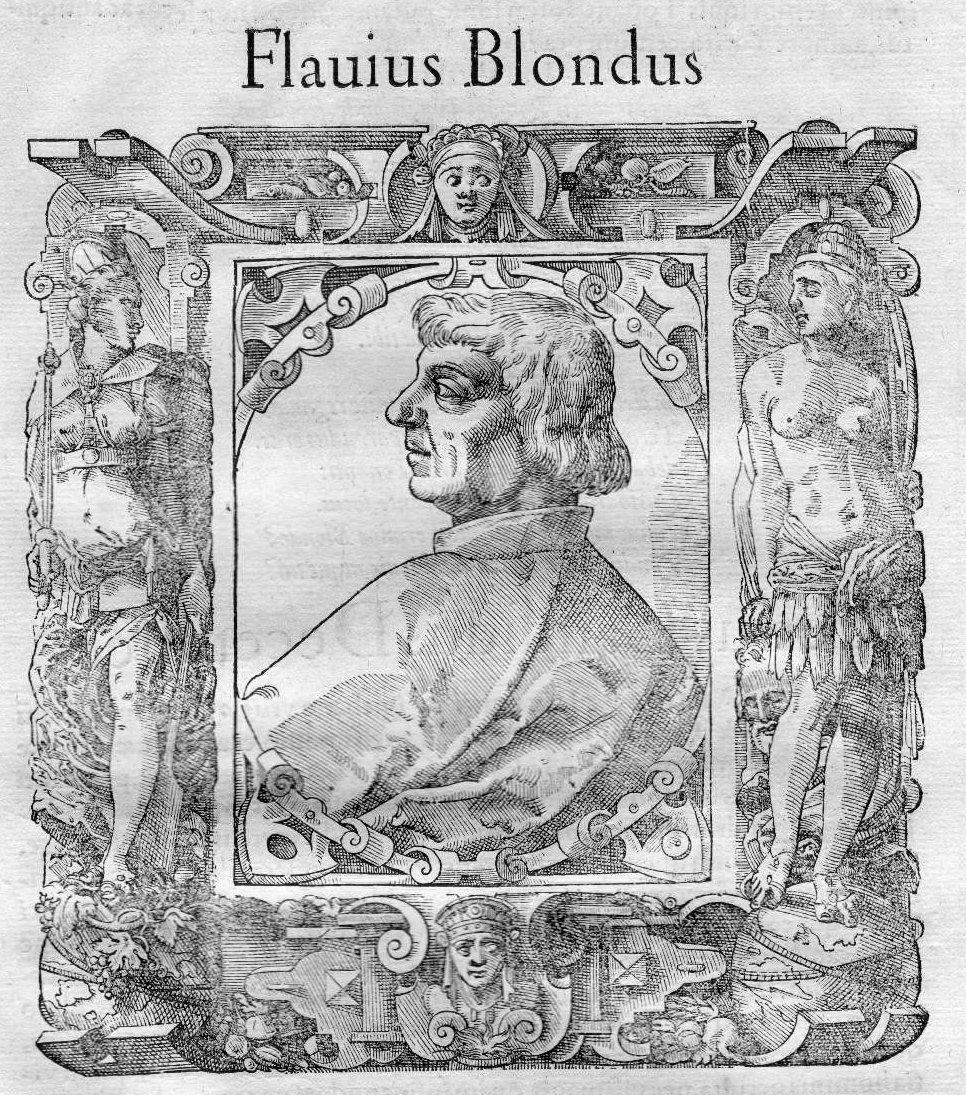
Flavius Blondus.

Flavius Blondus, italienska Flavio Biondo, född 1392 i Forlì, död 4 juni 1463 i Rom, var en italiensk ämbetsman, historiker och humanist. Han myntade ordet ”medeltiden” och är en av de första arkeologerna.
Flavius Blondus var till yrket påvlig sekreterare och följde Eugenius IV i landsflykt 1444 till Florens och Ferrara. Under sitt liv hann han även ha tjänst hos Nicolaus V, Callixtus III och Pius II. 
Redan i ungdomen hade hans intresse väckts för antiken, då han fann ett manuskript med Ciceros dialog Brutus. Under hans levnad var romarrikets ruiner tämligen outforskade och begravda av jord. Ett syfte med sina böcker i arkeologi, bland annat De Roma instaurata, var att han hade en vision om att återställa Rom så som det en gång hade sett ut. De Roma instaurata fick även betydelse för att uppväcka den italienska patriotismen samt för synen på påvedömet som en fortsättning på romarriket. För De Roma instaurata har han kallats en av de första arkeologerna, eftersom det är den äldsta systematiska framställningen av antika ruiner. 
Han skrev även verk i historia, vilka han byggde på egna resor i Italien. I Historiarum ab Inclinatione Romanorum Imperii utgår han från det begrepp av en mörk epok mellan antiken och hans egen tid som Leonardo Bruni tidigare framställt, och myntar själv uttrycket medeltid för denna epok.
Flavius Blondus är begravd i kyrkan Santa Maria in Aracoeli i Rom.